# Gerrhosaurus
Gerrhosaurus – rodzaj jaszczurek z podrodziny Gerrhosaurinae w obrębie rodziny tarczowcowatych (Gerrhosauridae).

## Zasięg występowania
Rodzaj obejmuje gatunki występujące w Afryce (Sudan, Somalia, Etiopia, Sudan Południowy, Gabon, Kongo, Demokratyczna Republika Konga, Rwanda, Burundi, Uganda, Kenia, Tanzania, Malawi, Zambia, Angola, Namibia, Botswana, Zimbabwe, Mozambik, Eswatini i Południowa Afryka). 

## Systematyka
Rodzaj zdefiniował w 1828 roku niemiecki zoolog Arend Friedrich August Wiegmann w artykule poświęconym płazom i gadom, opublikowanym w czasopiśmie „Isis von Oken”. Gatunkiem typowym jest (oznaczenie monotypowe) tarczowiec żółtogardły (G. flavigularis).

### Etymologia
- Gerrhosaurus: gr. γερρον gerrhon ‘plecionka, tarcza z plecionki’[6]; σαυρος sauros ‘jaszczurka’[7].
- Pleurotuchus: gr. πλευρα pleura ‘bok’; τυχον tukhos ‘skrobak’[8]. Gatunek typowy: Pleurotuchus typicus Smith, 1836.
- Angolosaurus: Angola; gr. σαυρος sauros ‘jaszczurka’[7]. Gatunek typowy (oryginalne oznaczenie): Gerrhosaurus skoogi Andersson, 1916.

### Podział systematyczny
Bates i współpracownicy (2013) przenieśli gatunek G. major do odrębnego rodzaju Broadleysaurus, a gatunek G. validus – do rodzaju Matobosaurus. Ponadto autorzy wydzielili populacje ze wschodniej i południowej Afryki zaliczane w starszych publikacjach do gatunku G. nigrolineatus do osobnego gatunku Gerrhosaurus intermedius. Do rodzaju należą następujące gatunki:
- Gerrhosaurus auritus Boettger, 1887
- Gerrhosaurus bulsi Laurent, 1954
- Gerrhosaurus flavigularis Wiegmann, 1828 – tarczowiec żółtogardły
- Gerrhosaurus intermedius Lönnberg, 1907
- Gerrhosaurus multilineatus Bocage, 1866
- Gerrhosaurus nigrolineatus Hallowell, 1857 – tarczowiec czarnopręgi
- Gerrhosaurus skoogi Andersson, 1916
- Gerrhosaurus typicus (Smith, 1837)